# رکسی دویل
رکسی دویل (انگلیسی: Roxy DeVille؛ زاده ۸ نوامبر ۱۹۸۲) یک بازیگر پورنوگرافی اهل ایالات متحده آمریکا است.